# سورن کرسلیان
سورن هاروتیونی کرسلیان ( انگلیسی: Suren Kerselyan؛ زادهٔ ۱۹۵۶) سیاست‌مدار ارمنی‌تبار اهل آبخاز که از تاریخ ۲۰۱۴ تا تاریخ ۲۰۱۶ سمت وزیر کار استخدام و امور اجتماعی آبخاز را برعهده داشت.

## زندگی‌نامه
وی در ۱۹۵۶ در سوخومی به دنیا آمد .